# Валльрот, Карл Фридрих Вильгельм
Карл Фридрих Вильгельм Валльрот (нем. Karl Friedrich Wilhelm Wallroth; 1792—1857) — немецкий ботаник.

## Биография
Фридрих Вильгельм Валльрот родился 13 марта 1792 года в небольшой деревне Брайтенштайн к северо-западу от Штольберга в семье священника. В 1800 году семья Валльрота переехала в деревню Брайтунген.
С 1805 года Валльрот учился в гимназии в Рослебене, где заинтересовался ботаникой. Через некоторое время в Рослебене стал преподавать ботаник Курт Шпренгель. Шпренгель водил Валльрота на ботанические экскурсии, определял для своего ученика образцы растений. В 1810 году Валльрот отправился учиться в Университет Галле. В 1812 году Валльрот по рекомендации Шпренгеля стал членом Общества естествознания Галле. Во время Наполеоновских войн Валльрот жил у своих родителей, в 1813 году написал книгу по ботанике Annus botanicus, изданную лишь в 1815 году. Затем Фридрих Вильгельм стал учиться медицине и ботанике в Гёттингенском университете. В 1815 году Валльрот под руководством Блуменбаха стал доктором медицины Гёттингенского университета. Некоторое время Валльрот работал врачом ганноверской армии в Голландии, однако после окончания войны Карл Фридрих Вильгельм вернулся на родину.
С 1816 года Валльрот работал в Шварцбург-Рудольштадте. Он собирал гербарные образцы растений в районе Галле, в 1821 году была опубликована работа Schedulae criticae, в которой обобщались его наблюдения. Однако некоторые группы растений в этой работе были описаны хуже других. В 1825 году Валльрот издал дополнение к этой книге, в котором более подробно рассматривался род Заразиха. Затем Валльрот заинтересовался изучением лишайников. С 1825 года Валльрот жил и работал врачом в Нордхаузене, продолжал изучать ботанику.
В 1855 году Валльрот ушёл на пенсию. Осенью 1856 года во время ботанической экскурсии Валльрот внезапно потерял сознание. Весной, 22 марта 1857 года, Карл Фридрих Вильгельм Валльрот скончался.

## Некоторые работы
- Wallroth, F.W. (1812). Geschichte des Obstes der Alten. 142 p.
- Wallroth, F.G. (1815). Annus botanicus. 200 p.
- Wallroth, F.G. (1821). Schedulae criticae. 516 p.
- Wallroth, F.W. (1825—1827). Naturgeschichte der Flechten. 722 + 518 p.
- Wallroth, F.G. (1825). Orobanches generis diaskene. 80 p.
- Wallroth, F.G. (1828). Rosae plantarum generis historia. 311 p.
- Wallroth, F.W. (1828). Naturgeschichte der Säulchen-Flechten. 198 p.
- Wallroth, F.G. (1831—1833). Flora cryptogamica Germaniae. 654 + 953 p.
- Wallroth, F.W. (1840—1841). Erster Beitrag zur Flora hercynica. 334 p.
- Wallroth, F.W. (1842—1844). Beiträge zur Botanik. 252 p,

## Роды, названные в честь К. Ф. В. Валльрота
- Wallrothia Spreng., 1815 [syn.  Carum L., 1753]
- Wallrothia Roth, 1821, nom. illeg. [syn.  Vitex L., 1753]
- Wallrothiella Sacc., 1882